# سیارک ۳۶۹۳
سیارک ۳۶۹۳ (به انگلیسی: 3693 Barringer، نامگذاری:1982RU) سه هزار و ششصد و نود و سومین سیارک کشف شده‌است که در ۱۵ سپتامبر ۱۹۸۲ کشف شد.
قدر مطلق سیارک برابر ۱۱٫۷۰، است.